# Улица Солянка
Улица Соля́нка — улица в центре Москвы. Начинается от Солянского проезда, заканчивается у площади Яузских ворот. Участок Солянки от Солянского проезда до Воспитательного проезда — граница между Басманным и Таганским районами, участок от Воспитательного проезда до Яузских ворот относится к Таганскому району. Одна из старейших улиц Москвы, начало старинной дороги на Рязань.

## Происхождение названия
Название улице дал Соляной рыбный двор, находившийся на месте нынешнего дома № 1/2 (доходные дома Московского купеческого общества, впоследствии дома МПС). Современные границы Солянского проезда, Солянки и продолжающей её на восток Яузской улицы установились в конце XIX века; в XVIII веке Солянкой именовались нынешние Солянский проезд и улица Забелина (до 19 октября 1961 — Большой Ивановский переулок).

## История
Рязанская дорога известна с XIV века. Южная сторона Солянки в средние века была известна как Васильевский луг; она была застроена в XVII веке. Луг прорезался речкой Рачка, проистекавшей из нынешнего Чистого пруда. В 1712 на Васильевский луг был переведён Гранатный двор, находившийся ранее в Гранатном переулке, а в 1760-е по инициативе И. И. Бецкого вся территория к югу от Солянки была передана под устройство Воспитательного дома. Первую очередь Воспитательного дома выстроил в 1765—1772 Карл Бланк, впоследствии его расширяли архитекторы династии Жилярди, а последняя очередь строительства — восточное крыло — была завершена в 1940-е гг.
Кроме Воспитательного дома, в XVIII века на Солянке строилась высшая знать — Бутурлины, Волконские, Нарышкины. До конца XVIII века улица заканчивалась каменными воротами Белого города, за которыми начиналась нынешняя Яузская улица, в те годы застроенная с обеих сторон.
В 1824 в одном квартале к северу была создана Хитровская площадь.
В 1900-е годы, в рамках проекта по перестройке Китай-города и прилегающих участков, Московское купеческое общество выстроило на углу Солянки и улицы Забелина квартал доходных домов — памятник неоклассицизма поздней Российской империи.

## Примечательные здания и сооружения

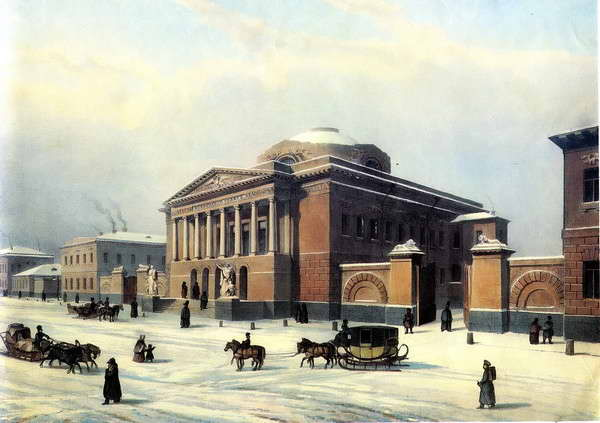
Здание Опекунского Совета, арх. Д. Жилярди и А. Г. Григорьев, 1820-е гг.

### По нечётной стороне
Кварталы нечётной стороны частично входят в выявленный объект культурного наследия «Достопримечательное место „Ивановская горка — Кулишки — Хитровка“»
- № 1/27, стр. 1 (на углу с Лубянским проездом),  ЦГФО — флигели городской усадьба Нащокиных — доходный дом (середина XVIII века; 1838; 1888, архитектор А. А. Назаров).
- № 1/2, стр. 1 и 2 — доходные дома Московского купеческого общества (архитекторы В. В. Шервуд, И. А. Герман, А. Е. Сергеев). После революции дома перешли в ведение Наркомата путей сообщения.
- № 3, стр. 1, 2, 3,  памятник архитектуры (вновь выявленный объект) — городская усадьба А. Б. Бутурлина — В. Ф. Голохвастовой — доходное владение Российского страхового общества «Жизнь». В 1893 году перестроен архитектором И. Г. Кондратенко[1].
- № 5/2 — церковь Рождества Пресвятой Богородицы, что на Стрелке (угол Подколокольного переулка, 1800-е).
- № 7 — «Дом с атлантами» (доходный дом Расторгуевых, 1882, архитектор В. Н. Карнеев). Здесь располагалась контора купца Д. А. Расторгуева, который также был старостой Рождественского храма на Стрелке. В 1857—58 годах за его счёт были осуществлены значительные ремонтные работы по храму, а также отлиты новые колокола[2].
- № 9 — городская усадьба XVIII—XIX веков (перестраивалась в 1883 году, архитектор В. Н. Карнеев).
- № 11 — городская усадьба XIX века. В начале 2000-х здесь располагалось культовое городское пространство, клуб «Солянка»
- № 13/3, строение 1 — Доходный дом (1820-е гг., 1870, архитектор Н. И. Гущин, 1999), ныне — административное здание[3]

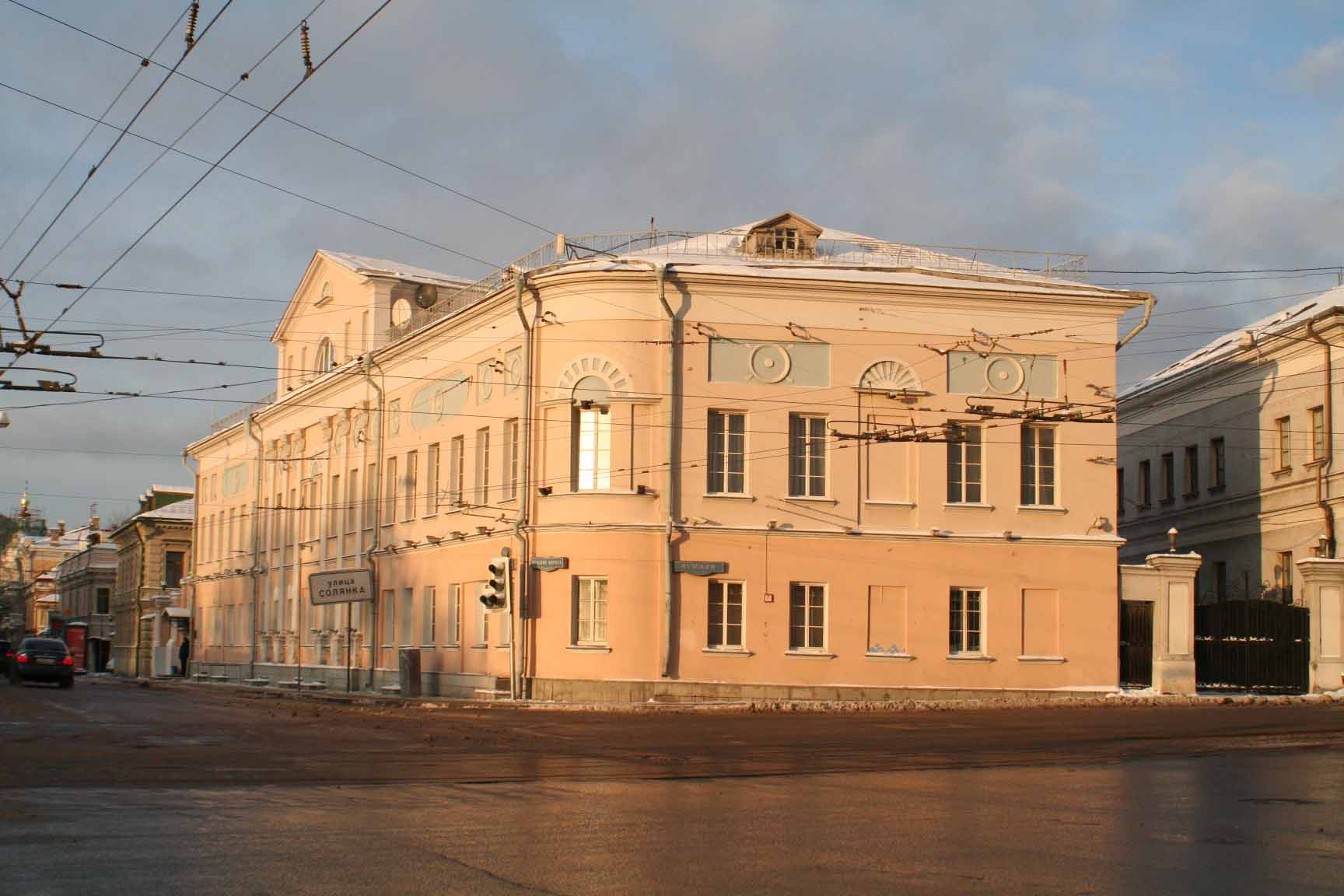
№ 15/18, главный дом городской усадьбы Ф. А. Бокова (1802—1806, арх. Д. И. Жилярди и А. Г. Григорьев)

- № 15/18 — главный дом городской усадьбы Ф. А. Бокова (начало XIX века, 1802—1806, архитекторы Д. И. Жилярди и А. Г. Григорьев.

### По чётной стороне
- № 2/6 (угол с Солянским проездом) — Доходный дом с лавками (1-я пол. XVIII в., 1764—1774 гг., 1-я пол. XIX в., 1887 г.)[3]
- № 4 — до 1934 года располагалась церковь Кира и Иоанна, построенная в 1768 году, архитектор Карл Бланк.
- № 8 — Государственная фельдъегерская служба, здание 1980-х гг.
- № 14, строение 3 — Опекунский совет, комплекс зданий в стиле русский ампир. Главный дом и два флигеля — архитекторы Д. Жилярди и А. Г. Григорьев, 1813—1826. Скульптурные группы «Чадолюбие» на воротах — работы И. П. Витали (копии, оригиналы находятся в музее Москвы[уточнить]). Корпуса внутри двора пристроены М. Д. Быковским в 1846—1849 годах.
- № 12-14 — бывшее здание Московского института акушерства, перестроено Д. И. Жилярди и А. Г. Григорьевым в 1818—1828 гг. из главного дома сгоревшей в 1812 году усадьбы Нарышкиных.
- № 14/2 — «Окружное строение» Воспитательного дома (1764—1770, архитектор Карл Бланк), ныне размещается ФИЦ питания и биотехнологии (ранее Научно-исследовательский институт питания РАМН).
- № 16 — Выставочно-деловой центр частных коллекций, построен в 2017 году.

## Общественный транспорт
- Станция метро «Китай-город» — на Солянском проезде, недалеко от начала улицы.
- Автобусы м6, м7, е70, н4, н5, н7, н8, н13.